# Frank Rand

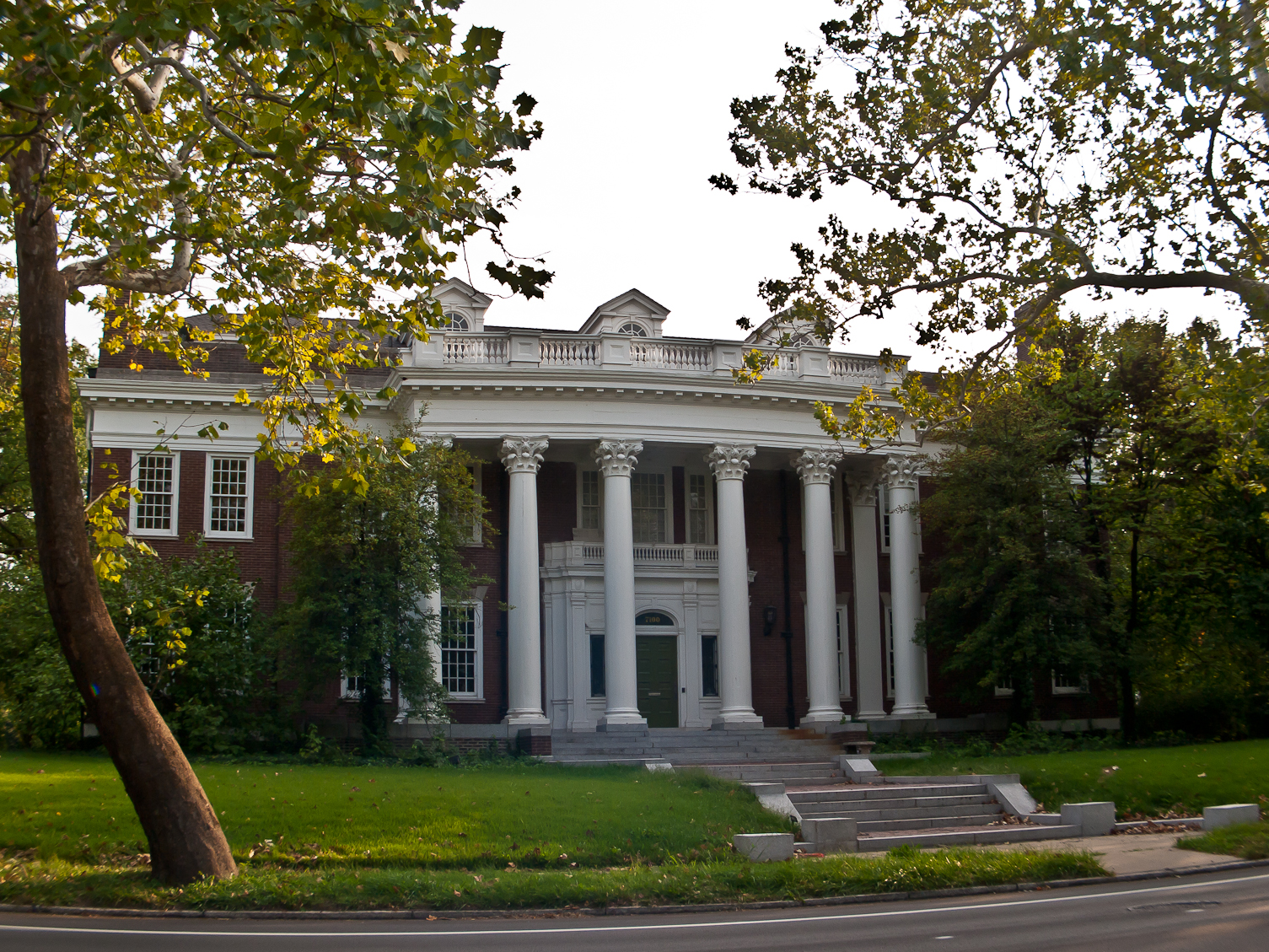
7100 Delmar Boulevard, University City; Heimathaus der Rand-Familie

Frank Chambless Rand III (* 13. März 1935 in University City; † 20. Oktober 2003 in Santa Barbara) war ein US-amerikanischer Unternehmer und Autorennfahrer.

## Familie
Frank Rand war der Enkel von Frank C. Rand (1876–1949), einem US-amerikanischen Unternehmer und Philanthropen. Er war Gründer der International Shoe Company und unterstützte mit seinem bedeutenden Vermögen Universitäten und Krankenhäuser. Seine Eltern waren Henry Hale Rand (1909–1962) und Dorothy Bolin. Seine Schwester Carla „Teddy“ Rand war mit dem Maler, Grafiker und Bildhauer Ernest Trova verheiratet. 46 Jahre war er selbst mit Elizabeth Barry Hobson Rand verehelicht. Das Paar hatte drei Kinder – einen Sohn und zwei Töchter – sowie acht Enkelkinder.

## Unternehmer
Nach einer Ausbildung an der Vanderbilt University in Nashville und der Washington University in St. Louis trat er in den späten 1950er-Jahren in das Familienunternehmen ein und arbeitete fünf Jahre bei Florsheim Shoes. In den 1960er-Jahren verließ er das Unternehmen und wurde zum jüngsten Porsche- und Volkswagen-Händler in den Vereinigten Staaten. Später kam eine Vertretung für Honda-Motorräder hinzu.
In den 1970er-Jahren wechselte er vom Autohändler zum Immobilienmakler. Außerdem machte er eine Ausbildung zum Fluglehrer und betrieb in seinem neuen Heimatort Phoenix eine Flugschule. Die letzten Jahre seines Berufslebens verbrachte er als IBM-Händler im kalifornischen Santa Barbara.

## Karriere als Rennfahrer
Der Handel und die Restaurierung von Porsche-Sportwagen brachte Rand als Herrenfahrer zum Motorsport. Er startete bei nationalen Sportwagenrennen und in der SCCA-Sportscar-Championship. Sein größter Erfolg gelang ihm bei einem internationalen Langstreckenrennen. Gemeinsam mit Bill Wuesthoff und Bruce Jennings wurde er auf einem Porsche 718 RS 60 Gesamtdritter beim 12-Stunden-Rennen von Sebring 1962.

## Statistik

### Sebring-Ergebnisse
| Jahr | Team            | Fahrzeug          | Teamkollege    | Teamkollege    | Platzierung            | Ausfallgrund |
| ---- | --------------- | ----------------- | -------------- | -------------- | ---------------------- | ------------ |
| 1962 | Porsche Imports | Porsche 718 RS 60 | Bill Wuesthoff | Bruce Jennings | Rang 3 und Klassensieg |              |

### Einzelergebnisse in der Sportwagen-Weltmeisterschaft
| Saison | Team            | Rennwagen   | 1   | 2   | 3   | 4   | 5   | 6   | 7   | 8   | 9   | 10  | 11  | 12  | 13  | 14  | 15  |
| ------ | --------------- | ----------- | --- | --- | --- | --- | --- | --- | --- | --- | --- | --- | --- | --- | --- | --- | --- |
| 1962   | Porsche Imports | Porsche 718 | DAY | SEB | SEB | MAI | TAR | BER | NÜR | LEM | TAV | CCA | RTT | NÜR | BRI | BRI | PAR |
| 1962   | Porsche Imports | Porsche 718 | 3   |     |     |     |     |     |     |     |     |     |     |     |     |     |     |